# Чёрная молния (игра)
«Чёрная молния» — гоночная игра. Это одна из первых российских компьютерных игр, разработанных по сюжету кинофильма, основой выступил одноимённый фильм. Игра была разработана CCCP Games и выпущена фирмой «Новый Диск» 28 января 2010 года.

## Сюжет
Сюжет игры частично повторяет сюжет фильма. Купцову рассказывают про нанокатализатор, который создали ещё в советское время. Он приказывает найти его, и никто не знает, что нанокатализатор находится в двигателе чёрной «Волги», которую дарят главному герою, Диме, на день рождения. Получив свой подарок, он сразу едет устраиваться работать продавцом цветов и доставляет цветы.

## Геймплей
Как и в любом гоночном симуляторе, в этой игре игрок должен ехать по дороге и стараться не врезаться в другие автомобили. В самом начале «Волга» только едет по земле, а в последующих уровнях можно будет нажатием на Пробел переключить «Волгу», чтобы она выпустила крылья и взлетела вверх. К сожалению, машина летает в воздухе медленнее, чем ездит по дороге. Игра состоит из нескольких этапов: в первом надо доставлять цветы, во втором — догнать угонщиков автомобилей или вертолётов, а в третьем, который встречается только в самом конце, необходимо победить главного злодея — Купцова.

## Оценки
| Сводный рейтинг       | Сводный рейтинг |
| Агрегатор             | Оценка          |
| --------------------- | --------------- |
| «Критиканство»        | 1/100           |
| Русскоязычные издания |                 |
| Издание               | Оценка          |
| Absolute Games        | 1 %             |
| «SmallGames.info»     | 6,2/10          |

AG.ru негативно оценил игру и поставил игре всего 1 процент из 100, в то время, как игроки дали игре 11 %. В рецензии отмечались крайне плохая графика, чрезвычайно сложный и неудачный геймплей, несоответствие сюжета игры с сюжетом одноимённого фильма, сплошной «огрызок» прохождений вместо каких-либо заданий, отсутствие свободного мира и множество багов. SmallGames.info дал игре 6,2 балла из 10.